# Sycamore (Karolina Południowa)
Sycamore – miasto w Stanach Zjednoczonych, w stanie Karolina Południowa, w hrabstwie Allendale.